# Mi-3 (航空機)
Mi-3
- 用途：軽量多用途ヘリコプター
- 製造者：Mil
- 運用者：ソビエト連邦

Mi-3(ロシア語: Ми-3)は、ソビエト連邦の製造した軽量多用途ヘリコプター。もともと1960年代にポーランドとソビエト連邦の協力下で設計されたMi-2を基礎とする大型、重量版のヘリコプターの呼称である。なお、Mi-2は1971年からMi-4に置き換えられている。計画は設計段階以上に進展しなかった。この協力に問題があったため、ポーランドは完全新型のヘリコプターを独自で製造することを決め、W-3が設計された。
他にも4枚ばねにしたMi-1の設計がMi-3と呼ばれていた。